# Komora grupowa KG-12

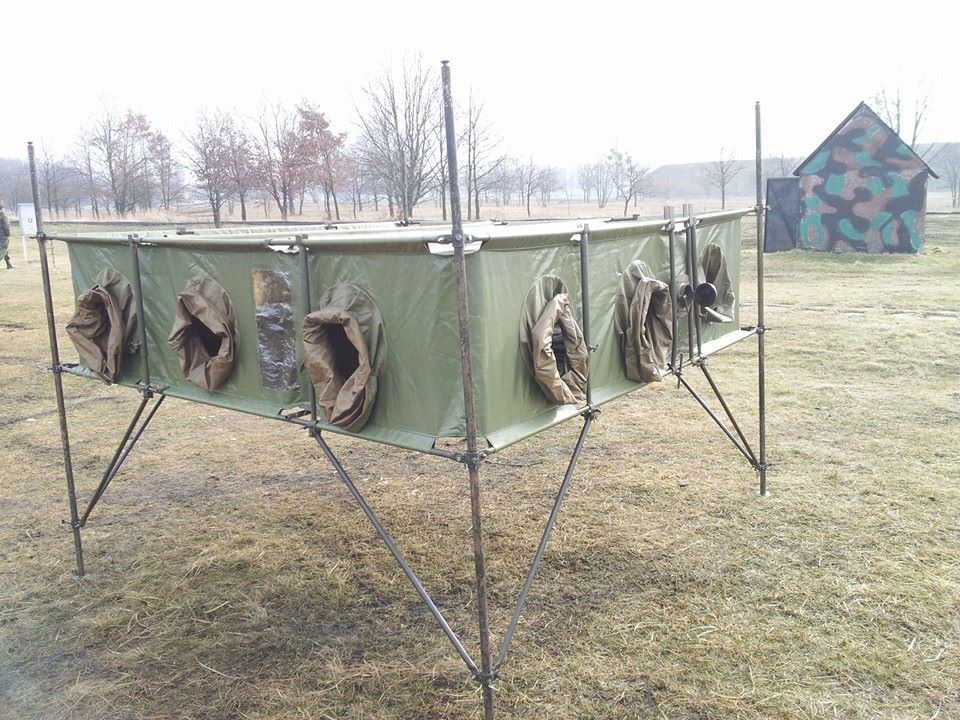
Komora grupowa KG-12

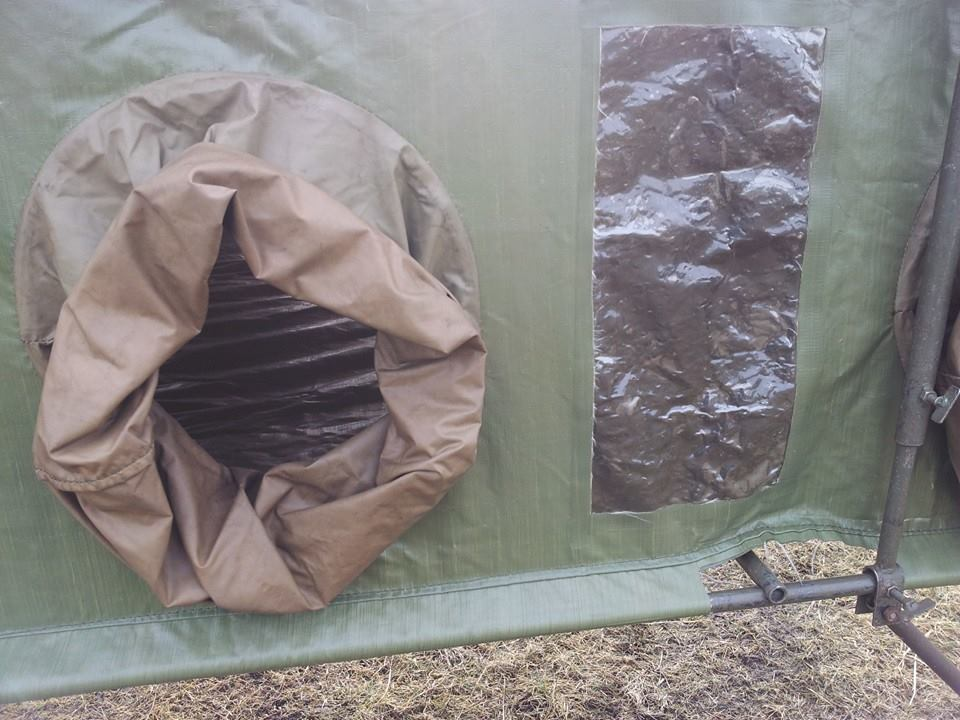
Rękaw i okienko

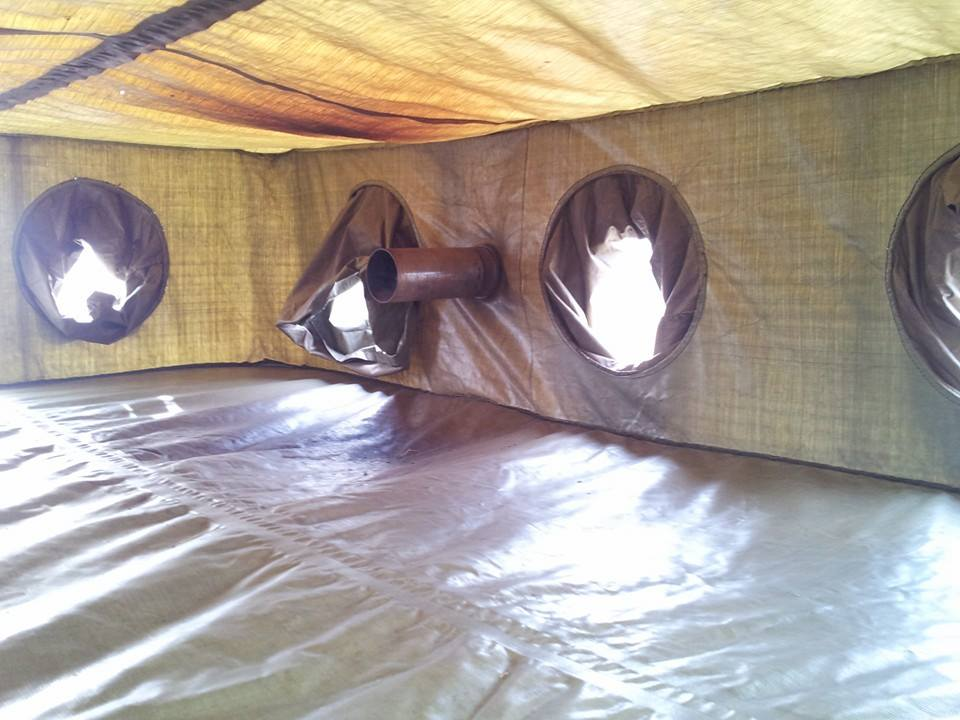
Wnętrze komory

Komora grupowa KG-12 – przyrząd służący do sprawdzania szczelności i dopasowania masek przeciwgazowych. Sprawdzenie odbywa się poprzez włożenie głowy (w masce przeciwgazowej) przez kołnierz do środka komory aż od ramion. Do komory wprowadza się środek drażniący – 2-chlorobenzylidenomalononitryl (CS) lub chloropikrynę.

## Budowa
Komora właściwa wykonana jest w kształcie prostopadłościanu, z tkaniny powlekanej PVC. Na każdej ze ścian wykonane są po trzy rękawy z tkaniny dwustronnie gumowanej, średnicy 0,35 m. Na jednej ze ścian dodatkowo wykonany jest otwór na piecyk o średnicy 0,086 m, natomiast na przeciwległej ścianie – otwór na rękaw z mieszadłem o średnicy 0,24 m.
Objętość komory właściwej wynosi około 3 m³.
W komorze grupowej KG-12 sprawdzenie masek prowadzi się jednocześnie z 12 żołnierzami.
Na stelażu wykonanym z rur metalowych, montuje się piecyk oraz komorę właściwą.
Piecyk służy do wypalania tzw. małych świec testowych (MST) i wytwarzania w komorze właściwej wymaganego stężenia środka testującego.
Wykonany jest w kształcie rury metalowej z umieszczoną wewnątrz perforowaną płytką. Zamknięcie piecyka stanowi pokrywa z uszczelką gumową i ryglem.
Pokrowce na elementy komory grupowej KG-12 wykonane są z tkaniny powlekanej PVC. Komplet składa się z pokrowca na komorę właściwą, pokrowca na piecyk oraz ośmiu półpokrowców na elementy stelaża. Po zakończeniu sprawdzania masek komorę przed zwinięciem wietrzy się w ciągu 3 godzin. Komory przechowywane w składnicach i magazynach raz na rok poddaje się przeglądowi technicznemu.
| Lp. | Nazwa elementu         | Liczba |
| --- | ---------------------- | ------ |
| 1.  | Maszt                  | 4      |
| 2.  | Poprzeczka             | 8      |
| 3.  | Tuleja mocująca        | 12     |
| 4.  | Zastrzał               | 8      |
| 5.  | Wspornik pionowy       | 8      |
| 6.  | Wspornik poziomy dolny | 2      |
| 7.  | Wspornik poziomy górny | 2      |
| 8.  | Uchwyt piecyka         | 1      |
| 9.  | Wkręt blokujący        | 24     |
| 10. | Zatyczka 1 45          | 8      |
| 11. | Zatyczka 1 25          | 24     |
| 12. | Naciąg masztu          | 4      |
| 13. | Śledź                  | 4      |
| 14. | Łańcuszek              | 32     |

## Wypełnianie komory środkiem testującym CS
Przed sprawdzeniem w komorze pierwszej grupy żołnierzy wytwarza się wymagane stężenie CS przez wypalenie w piecyku komory dwóch świec MST. Następnie wykonuje się 10–15 ruchów mieszadłem w celu równomiernego rozprowadzenia aerozolu w całej objętości komory.
W celu podtrzymania wymaganego stężenia środka testującego przed sprawdzeniem w komorze każdej następnej grupy żołnierzy wypala się:
- jedną świecę MST, jeżeli przerwa pomiędzy grupami nie przekracza 10 minut;
- dwie świece MST, jeżeli przerwa między poszczególnymi grupami jest dłuższa niż 10 minut.

Każdorazowo po wypaleniu świec wyrównuje się stężenie aerozolu CS za pomocą mieszadła.

## Właściwości toksyczne środka testującego CS

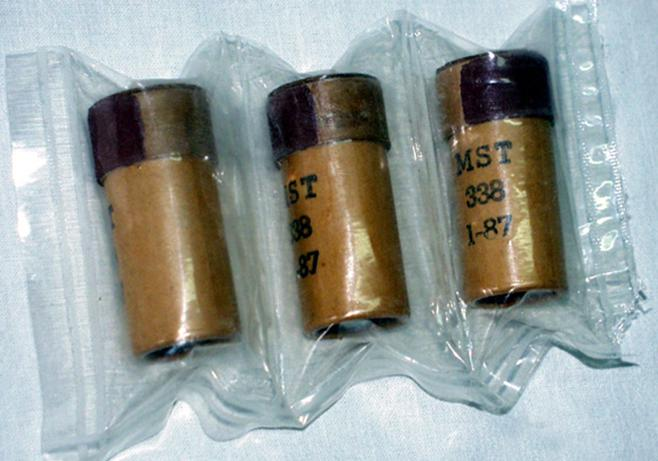
MST – mała świeca testowa. Używana w KG-12 jako środek do sprawdzania szczelności masek

Środkiem testującym w małych świecach testowych MST jest zwykle CS, czyli 2-chlorobenzylidenomalononitryl. Jest to biały (w czasie ogrzewania ciemnieje), krystaliczny proszek o ostrym zapachu, którego temperatura topnienia 95 °C, a wrzenia 310–315 °C. Z uwagi na małą prężność par, do skażania powietrza stosuje się go tylko w postaci aerozolu.
CS w stężeniach rzędu 0,001 mg/dm3 wywołuje silne podrażnienie górnych dróg oddechowych i oczu, przy czym stężenie 0,005 mg/dm3 uważa się za granicę wytrzymałości. Stężenie śmiertelne CS wynosi 25 mg/dm3. Objawy podrażnienia (zatrucia) rozwijają się po bardzo krótkim okresie utajenia wynoszącym, w zależności od stężenia, od kilkunastu sekund do kilku minut. Wywołuje pieczenie, łzawienie, bóle w nosogardzieli, kichanie, kaszel, obfity wyciek z nosa, ślinotok, nudności i wymioty. Towarzyszą temu bóle głowy i zębów, bóle w uszach, za mostkiem i niekiedy bóle żołądka. W lekkich zatruciach objawy podrażnienia nasilają się w okresie kilkunastu minut po nałożeniu maski p.gaz. lub po wyjściu z atmosfery skażonej. Po upływie 1–3 godzin objawy zaczynają ustępować.

## Sprawdzanie masek

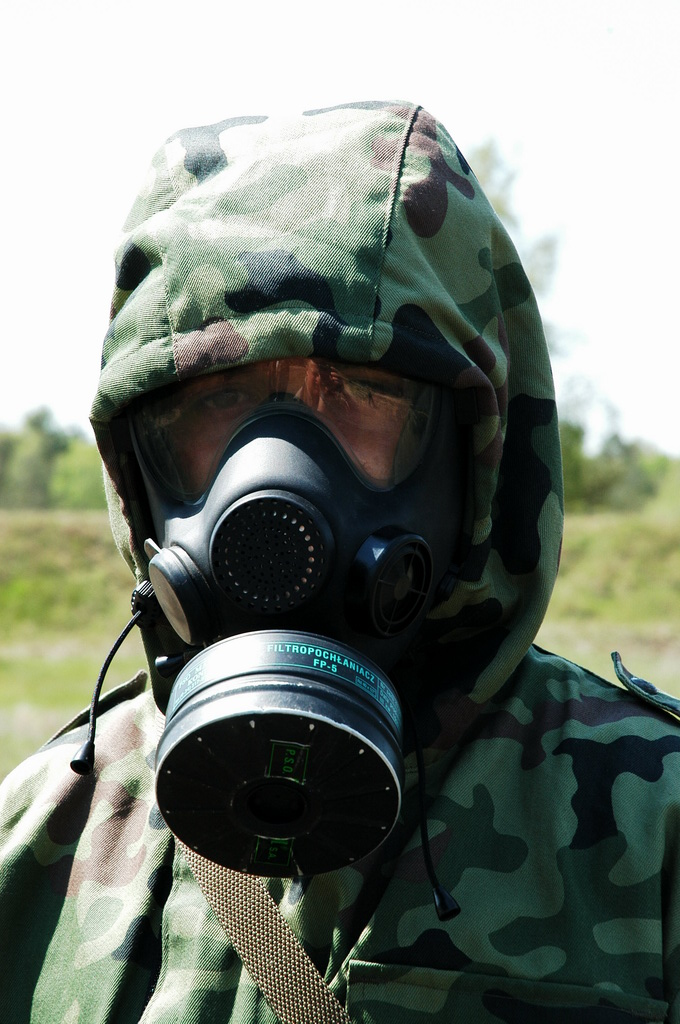
Żołnierz w stroju ochronnym przed BMR

Czas przebywania w KG-12 wynosi do 2 minut. Sprawdzanie przeprowadza się kolejno grupami 12-osobowymi. Żołnierze wkładają głowy w taki sposób, aby znalazły się wewnątrz komory i rękawy opadły swobodnie na barki każdego z nich.
Żołnierze przebywają w komorze około 2 minut, wykonując następujące czynności:
- stanie bez ruchu i swobodne oddychanie – 20 s
- głośne liczenie do dwudziestu – 20 s
- skręty głowy na boki – 20 s
- skłony głowy w przód i do tyłu – 20 s.

W przypadku wystąpienia objawów podrażnienia oczu i górnych dróg oddechowych żołnierze, po otrzymaniu pierwszej pomocy medycznej, ponownie sprawdzają szczelność i dopasowanie naprawionych lub wymienionych masek.

## Warunki bezpieczeństwa
KG-12 nie jest przeznaczona do:
- wykorzystywania do sprawdzania masek środków testujących do pomieszczeń typu stałego
- używania do sprawdzania masek innych środków testujących niż chloropikryna lub CS
- odparowywania chloropikryny przez podgrzewanie oraz wytwarzania odpowiedniego stężenia aerozolu CS inaczej niż za pomocą małych świec testujących MST
- wypalania świec MST poza przeznaczonym do tego celu piecykiem komory grupowej
- sprawdzania masek w czasie wypalania się świec MST
- zmieniania wielkości stężeń środków testujących nakazanego w instrukcji sprawdzania masek OPChem.361/89.